# Bajoveltic, Larráinzar
Bajoveltic är en ort i Mexiko.   Den ligger i kommunen Larráinzar och delstaten Chiapas, i den sydöstra delen av landet, 700 km öster om huvudstaden Mexico City. Bajoveltic ligger 1 529 meter över havet och antalet invånare är 261.
Terrängen runt Bajoveltic är varierad. Runt Bajoveltic är det ganska tätbefolkat, med 166 invånare per kvadratkilometer. Närmaste större samhälle är Bochil, 12,5 km väster om Bajoveltic. I omgivningarna runt Bajoveltic växer i huvudsak städsegrön lövskog.